# Розвідка про людське розуміння
«Розвідка про людське розуміння» — це праця Джона Лока про основи людського знання та розуміння. Вона вперше з’явилася в 1689 році (хоча датована 1690 роком) під друкованою назвою «Розвідка про гуманне розуміння» (англ. An Essay Concerning Humane Understanding) . Він описує розум при народженні як чисту дошку ( tabula rasa, хоча він не використовував ці слова), заповнену пізніше через досвід. Есе було одним із головних джерел емпіризму в сучасній філософії та вплинуло на багатьох філософів-просвітників, таких як Дейвід Г'юм і Джордж Барклі.
У першій книзі «Розвідки» Лок намагається спростувати раціоналістичне уявлення про вроджені ідеї. У другій книзі викладено теорію ідей Лока, зокрема його розрізнення між пасивно набутими простими ідеями, такими як «червоний», «солодкий», «круглий», та активно створеними складними ідеями, такими як числа, причини та наслідки, абстрактні ідеї, ідеї субстанцій, тотожності та різноманітності. Лок також розрізняє справді існуючі первинні якості тіл, такі як форма, рух і розташування найдрібніших частинок, і вторинні якості, які є «силами, що викликають у нас різні відчуття», такі як «червоний» і «солодкий». Ці вторинні якості, стверджує Лок, залежать від первинних якостей. Він також пропонує теорію особистої ідентичності, пропонуючи здебільшого психологічний критерій. Книга III присвячена мові, а книга IV - знанням, включаючи інтуїцію, математику, моральну філософію, натурфілософію («науку»), віру і переконання.

## Зміст

### Книга І
Основна теза полягає в тому, що не існує «ніяких вроджених принципів». Лок писав: «Уважно придивившись до новонароджених, ми матимемо обмаль підстав гадати, ніби вони несуть із собою в цей світ багато ідей». Навпаки, «... ідеї сповільна потрапляють до дитячої душі, , і що діти опановують тільке надане їхнім досвідом та спостереженнями за речами, які трапляються їм на шляху». Перша книга «Розвідки» — це атака на нативізм, або вчення про вроджені ідеї; Лок справді намагався спростувати поширений погляд на вроджені ідеї, який, за його словами, був «усталеною думкою», якої твердо дотримувалися філософи його часу. Хоча він допускав, що деякі ідеї присутні у свідомості з раннього віку, він стверджував, що ці ідеї надаються органами чуття, починаючи з утроби матері, — наприклад, відмінності між кольорами або смаками. Якщо ми маємо універсальне розуміння такого поняття, як солодкість, то не тому, що це вроджена ідея, а тому, що всі ми відчуваємо солодкий смак у ранньому віці.
Одним із фундаментальних аргументів Лока проти вроджених ідей є сам факт, що не існує істини, яку б визнавали всі люди. Він приділив час для того, щоб заперечити низку положень, які раціоналісти пропонують як загальноприйняту істину, наприклад, принцип ідентичності, вказуючи на те, що, як мінімум, діти та ідіоти часто не знають про ці положення. Передбачаючи контраргумент, а саме використання розуму для розуміння вже існуючих вроджених ідей, Лок стверджує, що «таким чином, не буде ніякої різниці між максимами математиків і теоремами, які вони з них виводять; всі вони повинні бути однаково визнані вродженими; всі вони є відкриттями, зробленими за допомогою розуму».

### Книга ІІ
У той час як Книга I має на меті відкинути доктрину вроджених ідей, запропоновану Декартом і раціоналістами, Книга II пояснює, що кожна ідея виводиться з досвіду або через відчуття, тобто безпосередню чуттєву інформацію, або через рефлексію, тобто «внутрішнє сприйняття роботи нашого ума, коли той переймається вже отриманими ідеями».(Книга ІІ, с. 7)
У другій книзі Лок зосереджується на ідеях субстанцій та якостей, де перші є «невідомою опорою якостей», а другі мають «силу породжувати ідеї в нашому розумі». Субстанція - це те, що утримує якості разом, тоді як самі якості дозволяють нам сприймати та ідентифікувати об'єкти. Субстанція складається з голих деталей і не має властивостей сама по собі, окрім здатності підтримувати якості. Субстанції - це «не що інше, як припущення про невідому опору для групи якостей, які породжують у нас прості ідеї». Незважаючи на його пояснення, існування субстанцій все ще залишається під питанням, оскільки вони не обов'язково можуть бути «сприйняті» самі по собі, а можуть бути відчуті лише через якості.
З точки зору якостей, Лок поділяє їх на первинні та вторинні, причому перші дають нашому розуму ідеї, що ґрунтуються на відчуттях та реальному досвіді. На відміну від них, вторинні якості дозволяють нашому розуму розуміти щось на основі рефлексії, в якій ми пов'язуємо те, що ми сприймаємо, з іншими нашими власними ідеями.

Крім того, Книга II також є систематичним аргументом на користь існування розумної істоти:
Таким чином, з розгляду самих себе і того, що ми безпомилково знаходимо в наших власних конституціях, наш розум приводить нас до пізнання цієї певної і очевидної істини, що існує вічна, наймогутніша і найзнаючіша істота, яку хтось бажає називати Богом, це не має значення!
Лок стверджує, що свідомість - це те, що відрізняє нас самих, а отже,.
...лише в цьому полягає особиста Ідентичність, тобто тотожність розумного Буття: І наскільки ця свідомість може бути поширена назад до будь-якої минулої Дії або Думки, настільки вона досягає Ідентичності цієї Особистості; вона є тим самим «я» зараз, яким вона була тоді; і «це тим самим “я” з цим теперішнім, яке зараз роздумує над ним, що ця Дія була зроблена.

### Книга ІІІ
Книга ІІІ зосереджується на словах. Лок пов'язує слова з ідеями, які вони позначають, стверджуючи, що людина унікальна в тому, що вона здатна формувати звуки в окремі слова і позначати ідею цими словами, а потім ці слова вбудовуються в мову.
Десятий розділ цієї книги присвячений «Зловживанню словами». Тут Лок критикує метафізиків за вигадування нових слів, які не мають чіткого значення. Він також критикує використання слів, які не пов'язані з чіткими ідеями, і тих, хто змінює критерії або значення, що лежать в основі терміну.
Таким чином, Лок використовує обговорення мови для демонстрації недбалого мислення, слідом за Логікою Порт-Рояля (1662), зараховуючи до зловживань мовою те, що він називає «ураженою неясністю» в розділі 10. Лок скаржиться, що таку неясність спричиняють, наприклад, філософи, які, щоб заплутати своїх читачів, посилаються на старі терміни і надають їм несподіваних значень або конструюють нові терміни без чіткого визначення свого наміру. Письменники також можуть вигадувати подібні плутанини, щоб показати себе більш освіченими, а свої ідеї більш складними, нюансованими чи ерудованими, ніж вони є насправді.

### Книга IV
Ця книга присвячена знанню загалом — його можна розглядати як суму ідей та уявлень. Лок обговорює межу людського знання і те, чи можна вважати його точним і правдивим.

Таким чином, існує відмінність між тим, що людина може стверджувати, що вона знає, як частина системи знань, і тим, чи є це знання дійсним чи ні. Лок пише на початку четвертого розділу («Про істинність знання»):
Не сумніваюся, що мій Читач до цього часу може подумати, що я весь цей час лише будував Повітряний Замок, і буде готовий сказати мені: «Для чого весь цей галас?». Знання, скажете ви, - це лише Сприйняття Згоди або Незгоди наших власних Ідей: але хто знає, якими можуть бути ці Ідеї?... Але яка користь від усього цього прекрасного Знання Людських Уявлень для Людини, яка шукає реальності речей? Не має значення, що таке людські фантазії, «лише Знання Речей є цінним; лише це надає цінності нашим міркуванням і перевагу знанням однієї людини над знаннями іншої, що вони стосуються Речей, якими вони є насправді, а не мрій і фантазій».
В останньому розділі книги Лок вводить основну класифікацію наук на натурфілософію, семіотику та етику.

## Реакція, відповідь і вплив
Багато поглядів Лока піддалися різкій критиці як раціоналістами, так і емпіриками. У 1704 році раціоналіст Готфрід Лейбніц написав відповідь на роботу Лока у формі спростування по розділах під назвою Nouveaux essais sur l'entendement humain ( Нові есе про людське розуміння ). Лейбніц критикував низку поглядів Лока в « Есе», включаючи його відмову від вроджених ідей ; його скептицизм щодо класифікації видів; і можливість того, що матерія може думати, серед іншого. Лейбніц вважав, що прихильність Лока ідеям рефлексії в «Есе» зрештою зробила його нездатним уникнути нативістської позиції чи бути послідовним у своїх емпіричних доктринах пасивності розуму.
Емпірик Джордж Берклі так само критично ставився до поглядів Лока в « Есе» . Найпомітніші критичні зауваження Берклі щодо Лока були вперше опубліковані в «Трактаті про принципи людського знання», в якому Берклі стверджує, що концепція Лока щодо абстрактних ідей є непослідовною та призводить до серйозних протиріч . Він також стверджує, що Локова концепція матеріальної субстанції була незрозумілою, і цю точку зору він також пізніше висунув у «Трьох діалогах між Гіласом і Філоном».
У той же час робота Лока забезпечила вирішальну основу для майбутніх емпіриків, таких як Девід Г'юм . У 1696 році Джон Вінн опублікував «Скорочене есе містера Лока про людське розуміння» зі схвалення Лока. Подібним чином Луїза Кеппер написала «Скорочене есе Лока про людське розуміння», опубліковане в 1811 році.

Деякі європейські філософи вважали, що вплив книги на психологію можна порівняти з впливом Ісаака Ньютона на науку. Вольтер писав: 
Подібно до того, як досвідчений анатом пояснює роботу людського тіла, так і Локівська «Розвідка про людське розуміння» дає природну історію свідомості.... Так багато філософів написали романтику душі, що з'явився мудрець, який скромно написав її історію.

## Видання
- Locke, John. 1690. An Essay Concerning Humane Understanding (1st ed.). 1 vols. London: Thomas Basset.
- — 1894. An Essay Concerning Human Understanding, edited by Alexander Campbell Fraser. 2 vols. Oxford: Clarendon Press.
- — 1722. Works, Vol 1. London: Taylor.

## Українське видання
- Локк, Джон. Розвідка про людське розуміння. У 4-х книгах; пер. Наталка Бордукова — Харків: Акта, 2007

## Зовнішні посилання
- John Locke at Project Gutenberg, including the Essay.
- Internet Encyclopedia of Philosophy entry on John Locke
- Site containing a version of this work, slightly modified for easier reading
- EpistemeLinks
- An Essay Concerning Human Understanding public domain audiobook at LibriVox
- 'Hayy ibn Yaqdhan' and the European Enlightenment

## Виноски
1. ↑  Arnauld, Antoine, and Pierre Nicole. 1662. "Observations importantes touchant la définition des noms." Ch. 13 in La logique ou l'Art de penser, part 1. Paris: Jean Guignart, Charles Savreux, & Jean de Lavnay.
2. ↑  Gillispie, Charles Coulston (1960). The Edge of Objectivity: An Essay in the History of Scientific Ideas. Princeton University Press. с. 159. ISBN 0-691-02350-6.